# Résistance autochtone au colonialisme
 (février 2024).
La mise en forme du texte ne suit pas les recommandations de Wikipédia : il faut le « wikifier ».
Les points d'amélioration suivants sont les cas les plus fréquents. Le détail des points à revoir est peut-être précisé sur la page de discussion.
- Les titres sont pré-formatés par le logiciel. Ils ne sont ni en capitales, ni en gras.
- Le texte ne doit pas être écrit en capitales (les noms de famille non plus), ni en gras, ni en italique, ni en « petit »…
- Le gras n'est utilisé que pour surligner le titre de l'article dans l'introduction, une seule fois.
- L'italique est rarement utilisé : mots en langue étrangère, titres d'œuvres, noms de bateaux, etc.
- Les citations ne sont pas en italique mais en corps de texte normal. Elles sont entourées par des guillemets français : « et ».
- Les listes à puces sont à éviter, des paragraphes rédigés étant largement préférés. Les tableaux sont à réserver à la présentation de données structurées (résultats, etc.).
- Les appels de note de bas de page (petits chiffres en exposant, introduits par l'outil «  Source ») sont à placer entre la fin de phrase et le point final[comme ça].
- Les liens internes (vers d'autres articles de Wikipédia) sont à choisir avec parcimonie. Créez des liens vers des articles approfondissant le sujet. Les termes génériques sans rapport avec le sujet sont à éviter, ainsi que les répétitions de liens vers un même terme.
- Les liens externes sont à placer uniquement dans une section « Liens externes », à la fin de l'article. Ces liens sont à choisir avec parcimonie suivant les règles définies. Si un lien sert de source à l'article, son insertion dans le texte est à faire par les notes de bas de page.
- La présentation des références doit suivre les conventions bibliographiques. Il est recommandé d'utiliser les modèles {{Ouvrage}}, {{Chapitre}}, {{Article}}, {{Lien web}} et/ou {{Bibliographie}}. Le mode d'édition visuel peut mettre en forme automatiquement les références.
- Insérer une infobox (cadre d'informations à droite) n'est pas obligatoire pour parachever la mise en page.

Pour une aide détaillée, merci de consulter Aide:Wikification.
Si vous pensez que ces points ont été résolus, vous pouvez retirer ce bandeau et améliorer la mise en forme d'un autre article.
 (février 2024).
Le contenu est difficilement compréhensible vu les erreurs de traduction, qui sont peut-être dues à l'utilisation d'un logiciel de traduction automatique.
La réponse des autochtones au colonialisme a varié en fonction du groupe autochtone, de la période historique, du territoire et des États coloniaux avec lesquels ils ont interagi. Les peuples autochtones ont eu agentivité dans leur réponse au colonialisme. Ils ont eu recours à la résistance armée, à la diplomatie et aux procédures juridiques. D’autres ont fui vers des territoires inhospitaliers, indésirables ou éloignés pour éviter un conflit. Néanmoins, certains peuples autochtones ont été contraints de déménager dans des réserves ou des réductions et de travailler dans les mines, les plantations, la construction et les tâches domestiques. Ils se sont détribalisés et culturellement assimilés aux sociétés coloniales. Parfois, les autochtones s'associent à d'autres groupes autochtones ou non autochtones. La façon dont les autochtones ont réagi au colonialisme à cette époque était différente et a connu différents niveaux de succès. La résistance autochtone a une histoire complexe qui s’étend sur plusieurs siècles et qui se poursuit jusqu’à l’époque contemporaine. 

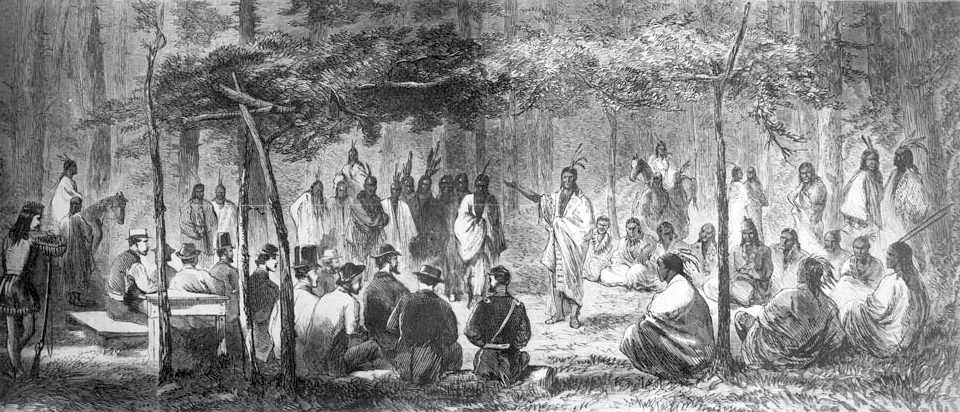
Les Kiowa, Comanche, Plains Apache, Cheyenne et Arapaho ont signé trois traités successifs avec le gouvernement des États-Unis, en 1867.

## Contexte
Les peuples autochtones sont les premiers habitants connus d’un territoire qui a été ou reste colonisé par un groupe dominant. Avant l'ère du colonialisme, il y avait de nombreux groupes socio-territoriaux différents ayant des langues, des croyances et des modes de vie différents, habitant dans les zones qui allaient être conquises par les colonisateurs, principalement européen. Les peuples qui seraient connus sous le nom d'autochtone avaient de villes, des cités-États, des chefferies, des États, des unités socio-politiques, des confédérations et des empires.  
Ces sociétés possédaient différents degrés de connaissance dans les domaines des arts, de l’agriculture, de l’ingénierie, de l’architecture, des mathématiques, de l’astronomie, de l’écriture, de la physique, de la médecine, de l’irrigation, de la géologie, des mines, des prévisions météorologiques, de la navigation, et de la métallurgie. La démographie autochtone connaîtra une chute importante en raison des effets de la colonisation. La majorité des groupes autochtones dans le monde ont été déplacés de tout ou partie de leurs terres ancestrales,,. Les peuples autochtones ont existé dans un le cadre du colonialisme, car ils ne sont pas qualifiés d'« autochtones » sans avoir fait l'expérience de la colonisation, leur souveraineté et leur autodétermination n'étant plus respectées.
Au cours des dernières décennies, l’historiographie a accordé une attention accrue au point de vue, aux notions socio-territoriales, et à l'histoire autochtones. Dans le passé, les peuples autochtones étaient considérés comme contrôlés par les règles coloniales, mais aujourd’hui, de plus en plus de personnes découvrent leur culture et leur mode de vie sur les frontières et de l’action autochtone ont émergé’[pas clair].
À mesure que les colonies européennes se développaient, la population européenne devenait dominante sur les anciennes terres autochtones, par divers moyens. Au cours de ce processus des conflits entre les colons et les populations autochtones ont eu lieu. Pendant plusieurs siècles, les groupes autochtones ont été la cible de plusieurs massacres, notamment de multiples génocides qui ont détruit des ethnies entières.
Malgré ce développement, de nombreux peuples autochtones résistent face à la colonisation européenne, et certains prospèrent. Les populations autochtones représentent actuellement une population d'environs 476 millions d'habitants, résidant dans 90 pays et parlant plus de cinq mille langues, appartenant à plusieurs familles linguistiques,. Quelques exemples de langues et de macro-ethnies autochtones survivantes comprennent l'Aymara, le Guaraní, le Quechua et le Mapuche en Amérique du Sud; les Lakota et les Navajo en Amérique du Nord ; les Maya, les Otomí, les Zapotec et les Nahua en Amérique centrale ; les Inuits de la région polaire, et les Sami du nord-ouest de l'Eurasie ; ainsi que les insulaires du détroit de Torrès et les Maoris en Océanie,,. Comparativement, en 1492, 40 à 70 langues étaient parlées en Europe, la plupart appartenant à la famille des langues indo-européennes.
Les communautés autochtones sont confrontées à des défis persistants en raison de la discrimination des peuples autochtones. Ce problème existe surtout dans de nombreux pays où les descendants des colonisateurs et les peuples autochtones coexistent. La majorité des peuples autochtones du monde font partie des groupes les plus pauvres des États où ils vivent, et la population autochtone représente 19 % des pauvres de la planète,.

## Contact et conquête

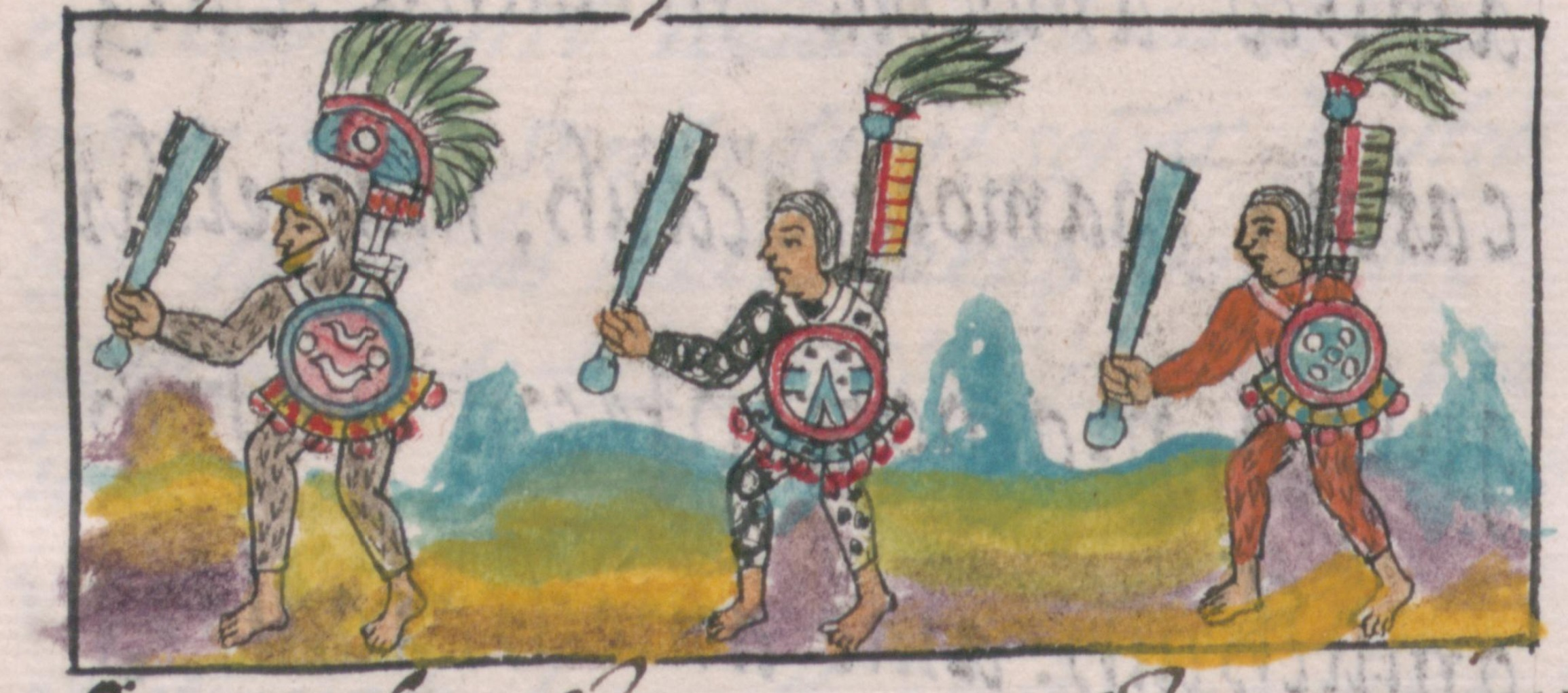
Guerriers aztèques menés par un chevalier aigle, chacun tenant une massue macuahuitl. Codex florentin, livre IX, F, 5v. Manuscrit écrit par Bernardino de Sahagún.

Avant que les Européens ne partent à la découverte de ce qui avait été peuplé par d'autres à l'ère des découvertes et avant la colonisation européenne, les peuples autochtones résidaient dans une grande partie du territoire mondial. Par exemple, dans les Amériques, on estime que la population pourrait atteindre 100 millions de personnes,. La réponse autochtone à la colonisation a été variée et a également changé au fil du temps, chaque groupe choisissant de fuir, de se battre, de se soumettre, de soutenir ou de rechercher des arrangements diplomatiques. Un exemple de groupe autochtone qui a fui est celui des Béothuks de Terre-Neuve, qui sont maintenant pratiquement éteints. Les Charrúa ont été massacrés dans l'actuel Uruguay et complètement détruits. En revanche, les Nénétses se sont accommodés de l’État russe.

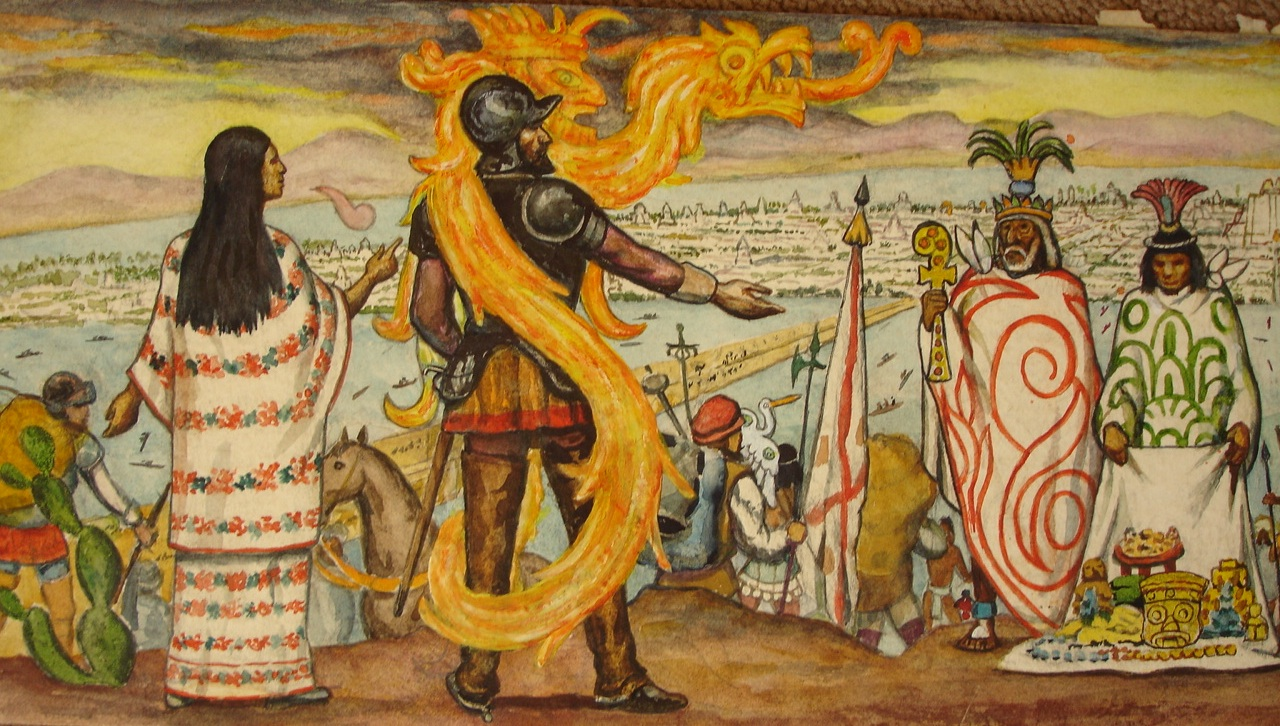
Malinche traduisant pour Hernán Cortés

Pendant longtemps, les chercheurs ont expliqué que les taux élevés de mortalité des peuples autochtones au contact des colons étaient causés par de nouvelles maladies infectieuses introduites dans les territoires autochtones en provenance de l’étranger. Les recherches récentes se sont orientées vers l’exploration de la nature des conditions de vie difficiles imposées aux peuples autochtones en raison de la colonisation elle-même, qui ont rendu les peuples autochtones plus vulnérables à toute maladie, y compris aux nouvelles maladies. En d’autres termes, les causes de décès telles que le travail forcé combiné à la faim qui ont convergé au cours du processus de colonisation ont rendu les peuples autochtones plus faibles et moins résistants aux maladies. Par exemple, les chercheurs soutiennent que la variole a probablement tué un tiers de la population du Mexique colonial, mais admettent qu’il n’existe aucune preuve permettant de quantifier son impact avec certitude.

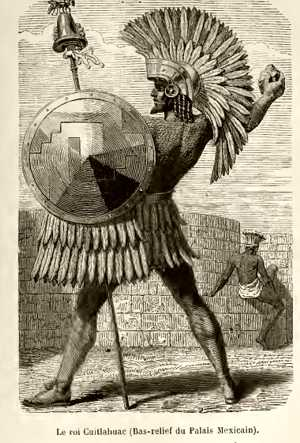
Cuitláhuac, Tlatoani aztèque qui a mené à la victoire dans la bataille

Lors de la colonisation de la Nouvelle-Espagne du XVIe au XVIIIe siècle, les colonisateurs se concentraient sur l'agriculture, l'exploitation minière et la construction d'infrastructures tout en exploitant la main-d'œuvre autochtone. L’esclavage a été l’un des principaux facteurs qui ont décimé la population autochtone d’Amérique du Nord. L’esclavage autochtone a précédé et survécu à la traite des esclaves africains jusqu’au 20ᵉ siècle. La couronne espagnole a autorisé l'esclavage des peuples autochtones capturés dans des « guerres justes », qui comprenaient la résistance autochtone au colonialisme, comme la conversion religieuse ou le travail forcé. Le travail forcé indigène avait lieu dans les repartimientos, les encomiendas, les missions espagnoles et les haciendas. Les femmes et les enfants autochtones ont été contraints d’effectuer des travaux domestiques. Même après que l'esclavage a été interdit par l'Empire espagnol, puis par d'anciennes colonies telles que les gouvernements mexicain et américain, ceux qui ont bénéficié de l'esclavage ont utilisé des cadres juridiques pour éviter leur application, tels que les lois sur le vagabondage, le crédit-bail des condamnés et la servitude pour dettes.

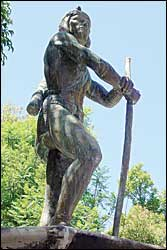
Francisco Tenamaztle, chef indigène de la guerre Mixtón, statue sur la place principale de Nochistlán de Mejía, Zacatecas, Mexique

Les nations autochtones recherchaient la diplomatie ou des alliances militaires pour survivre, cherchant des alliés dans d'autres nations, y compris les nations autochtones voisines et d'autres puissances colonisatrices, comme lors de la Guerre de la Conquéte et de la Guerre anglo-américaine de 1812. En Amérique du Nord, les peuples autochtones se sont parfois alliés aux Français pour résister à la colonisation anglaise. En Amérique centrale, les Miskito s'allient aux Anglais pour résister au colonialisme espagnol. Ainsi, ils ont recherché des alliances si l’alliance a été estimée pour améliorer leurs chances de survie ou travailler à leur avantage. Certaines nations autochtones ont tenté de montrer leur allégeance à la puissance colonisatrice en devenant un allié militaire dans les attaques d’autres nations autochtones, comme dans le cas des Tlaxcaltéques dans la vallée centrale du Mexique. D'autres fois, ils s'alliaient avec des esclaves africains en fuite, comme dans le cas des Séminoles.
En de rares occasions, les peuples autochtones ont réussi à vaincre les armées européennes. Les exemples incluent la bataille de Curalaba, La Noche Triste, la guerre de Chichimeca et la bataille de Little BigHorn. Les Mapuche au Chili, les Maoris en Nouvelle-Zélande, les Yaquis au Mexique et les Séminoles en Floride ont résisté pendant des décennies, voire des siècles. Cependant, dans de nombreuses régions du monde, les peuples autochtones ont quitté des territoires fertiles et riches en ressources pour s’installer dans des territoires inaccessibles et inhospitaliers tels que les marécages, les déserts et les jungles.  Ils ont été déplacés de lieux fertiles en Argentine, au Brésil, aux Philippines et en Afrique tempérée. Quelques exemples incluent de petits groupes autochtones qui se déplacent vers certaines parties du bassin amazonien, en Australie, en Amérique centrale, dans l’Arctique et en Sibérie. D’autres sont entrés en conflit avec d’autres groupes autochtones, car ils ont été déplacés de force et ont occupé des territoires habités par d’autres groupes autochtones.  Parfois, la réaction des peuples autochtones aux attaques a entraîné leur transformation en cultures de chevaux guerriers qui ont utilisé des armes à feu européennes pour résister à une nouvelle invasion de leurs territoires. Aujourd’hui encore, l’Amérindien stéréotypé représenté dans Guerres indiennes monte à cheval. Par exemple, les peuples des Grandes Plaines et les Mapuche ont adopté le cheval dans leur culture quotidienne.

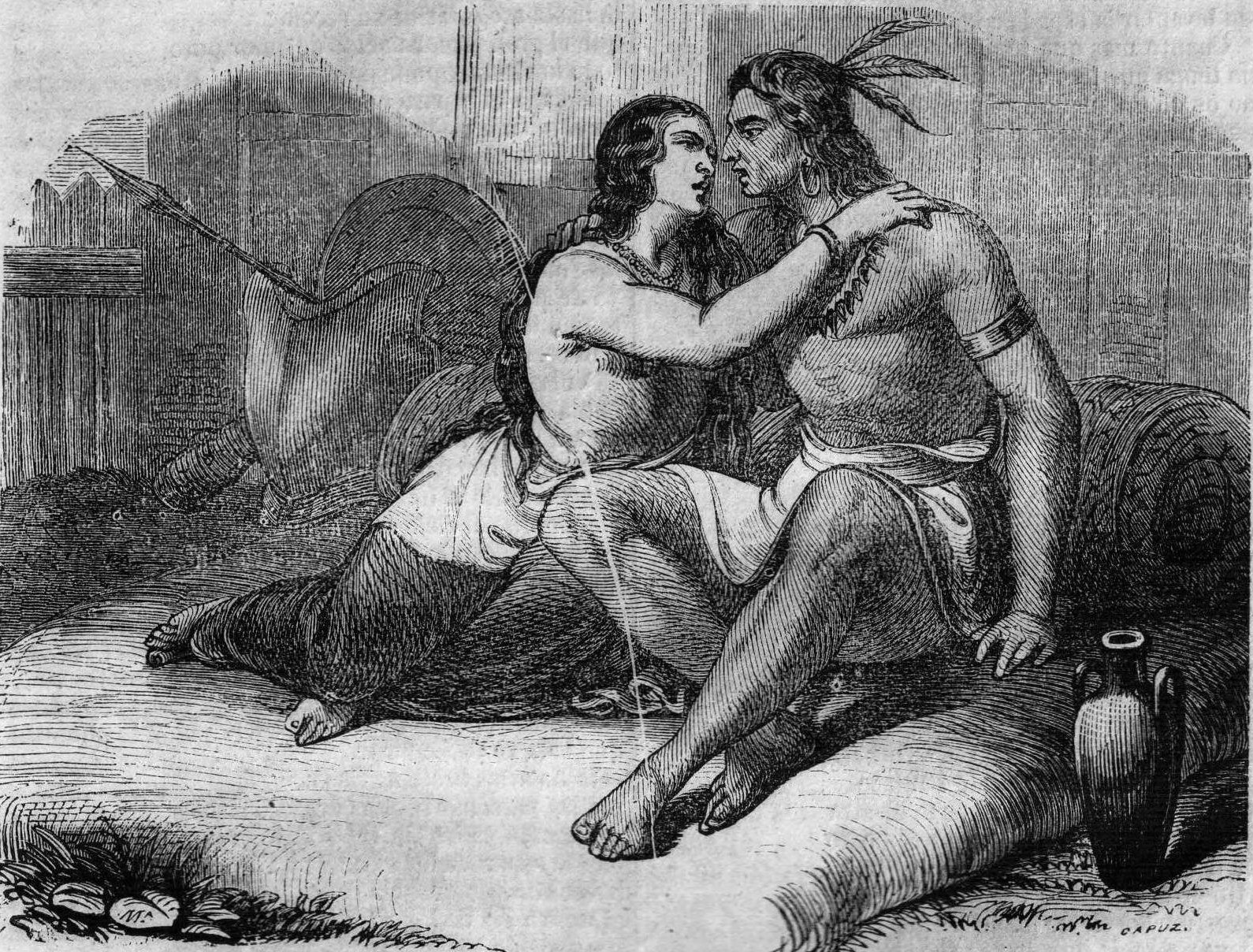
Lautaro et Guacolda

Les peuples autochtones ont également adopté des animaux domestiques nouvellement introduits dans leur alimentation, tandis que les Européens ont introduit le poulet, le bétail, les porcs, les chèvres et les moutons dans les échanges colombiens. Les peuples autochtones chassent sur leur territoire depuis des siècles ou des millénaires, et tuent souvent les animaux appartenant aux colons, ce qui a été la cause de nombreux conflits entre les colons et les peuples autochtones,.
Les peuples autochtones n’ont pas toujours été conquis militairement, comme dans le cas des traités conclus entre la Grande-Bretagne et la France avec les peuples autochtones,. Le Traité de Waitangi des Maoris de 1840 et le Traité de Bosque Redondo des nation Navajo de 1868 sont deux exemples de traités qui restent importants.

## La colonisation

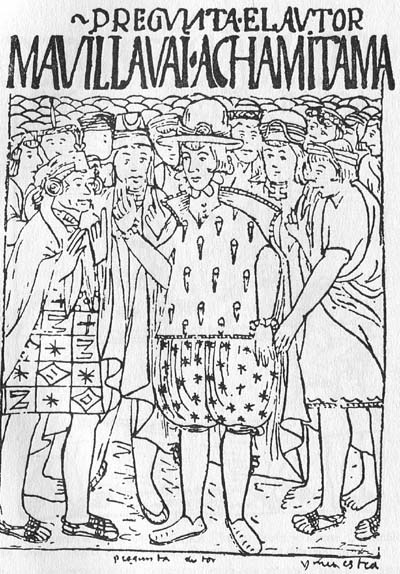
Felipe Guaman Poma de Ayala

Le colonialisme moderne qui a débuté au XVe siècle, ainsi que la navigation commerce triangulaire transatlantique européenne, ont entraîné l’expansion des empires et le colonialisme de peuplement associé qui s’est produit dans les Amériques, en Océanie, en Afrique du Sud et au-delà.

Selon l’historienne Roxanne Dunbar-Ortiz, le fait que les peuples autochtones survivent aujourd’hui aux attaques génocidaires est une preuve de résistance :

« Les nations et les communautés autochtones, tout en luttant pour maintenir leurs valeurs fondamentales et leur collectivité, ont résisté dès le début au colonialisme moderne en utilisant des techniques à la fois défensives et offensives, y compris les formes modernes de résistance armée des mouvements de libération nationale et ce que l’on appelle aujourd’hui le terrorisme. Dans tous les cas, ils se sont battus pour survivre en tant que peuples. »

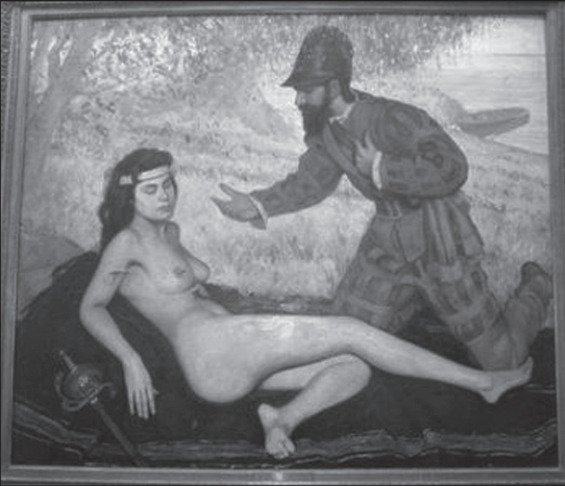
Charrua et soldat.

Dunbar-Ortiz donne des exemples de résistance dans les cas de la révolte des Pueblos, de la guerre des Pequots, de la guerre du Roi Philip et des guerres séminoles.

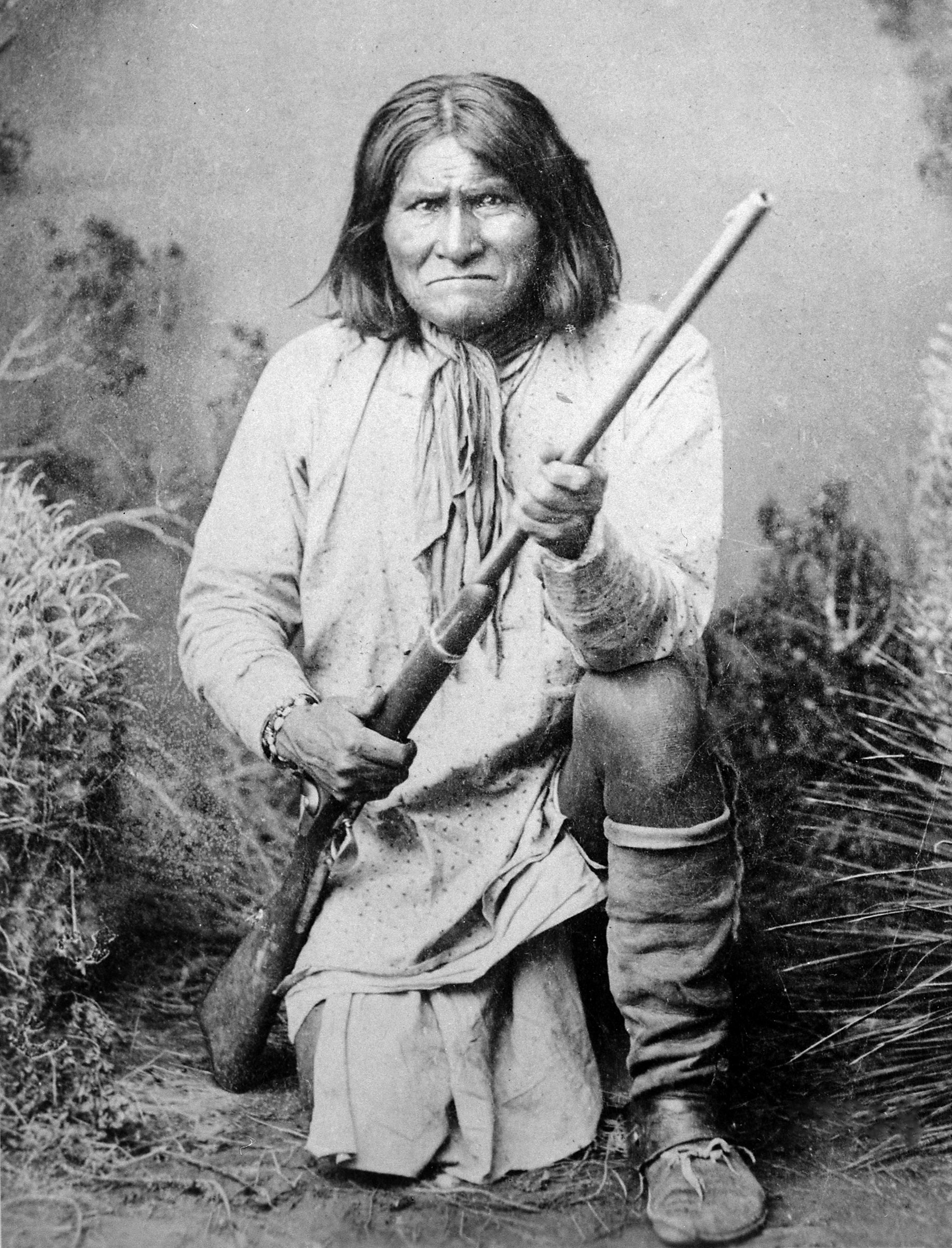
Geronimo, chef Apache

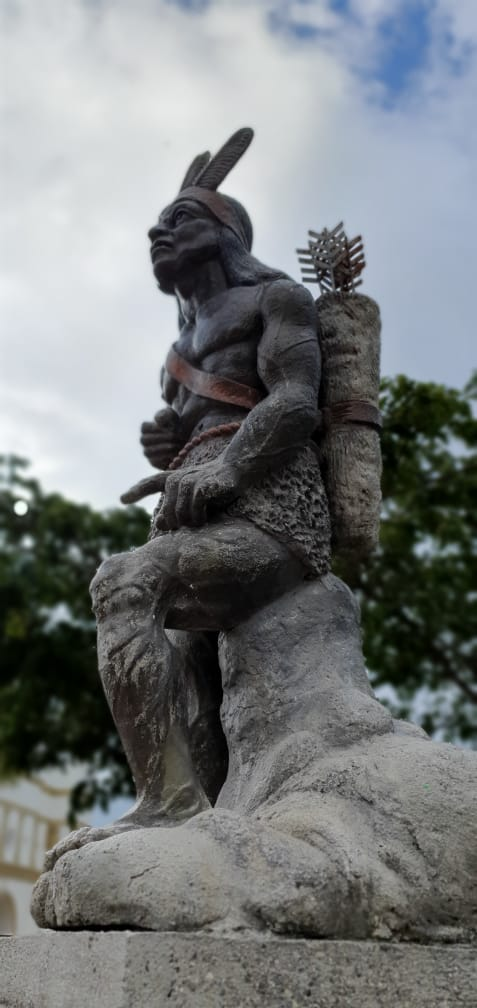
Statue De Lempira, Honduras.

Les dirigeants autochtones notables comprennent Caupolican, Dundalli, Geronimo, Lautaro, Lempira, Mangas Coloradas, Manco Inca, Tupac Amaru II, Tecumseh et Tenskwatawa.
À certains moments, les peuples autochtones ont eu recours à une résistance violente, parfois avec succès ou parfois avec l’aide de deux alliés autochtones ou plus. Les exemples incluent la rébellion de Mixton, le soulèvement zapatiste, la guerre des castes du Yucatán, la révolte de Túpac Amaru II, la rébellion de Tzeltal de 1712, la rébellion de Pontiac et la rébellion du Nord-Ouest. L’universitaire Benjamin Madley a déclaré que partout dans le monde, des groupes visés par l’anéantissement résistent, souvent violemment. Il détaille le cas de la guerre des Modocs en comparant les victimes du conflit. En outre, il dit que « le génocide de Modoc n'est pas le seul génocide contre les peuples autochtones qui a été qualifié de guerre ». Selon Frank Chalk, aux États-Unis du XIXe siècle, la politique du gouvernement fédéral à l'égard des Amérindiens était un ethnocide, mais lorsqu'ils résistaient, le résultat était parfois un génocide. Historiquement, les victimes du génocide ont résisté, et cette résistance a été criminalisée pour justifier les massacres.

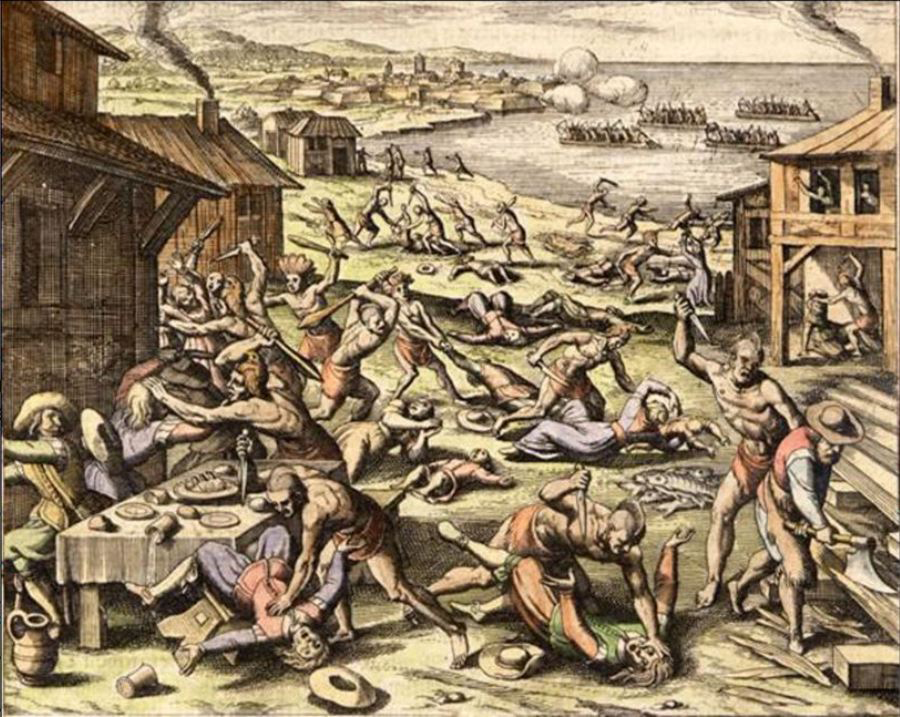
1622 Massacre de Jamestown. L’image est largement considérée comme une conjecture.

Selon Ken Coates, les relations sexuelles entre femmes autochtones et hommes non autochtones ont eu lieu dans une certaine mesure en Nouvelle-Zélande, en Nouvelle-Espagne et chez les Métis au Canada, alors qu'elles n'ont généralement pas eu lieu dans d'autres endroits comme l'Australie et l'Amérique du Nord britannique. Les personnes d’ascendance mixte de colons et d’Autochtones ont été victimes de discrimination. Le mélange a brouillé les frontières entre les populations autochtones et les nouveaux arrivants, et la plupart ont appris la langue de la colonie, qui était une langue indo-européenne.  Certains chercheurs ont soutenu que le concept de métissage, le processus de mélange transculturation, a été utilisé pour promouvoir l'assimitionalisme et le monoculturalisme en Amérique latine,.

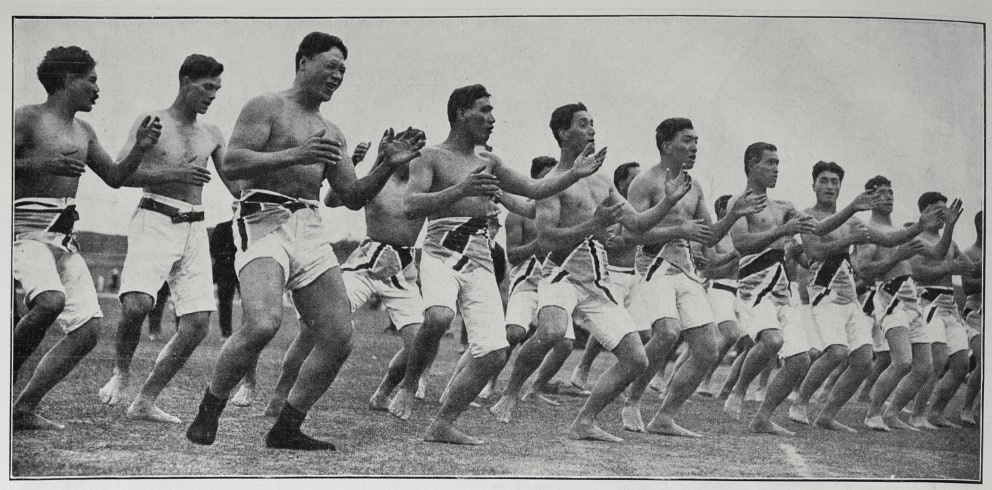
Soldats maoris, 1915

En Amérique du Nord, où les Britanniques ont conclu des traités avec les peuples autochtones, ils ont appris que ces traités pouvaient être rompus et ne protégeraient pas leurs communautés.  Face au risque que leur peuple soit détruit, les dirigeants de la résistance indienne ont accepté des traités exigeant des cessions de terres et la redéfinition des frontières dans l'espoir que les colons n'empiéteraient pas davantage sur le territoire autochtone. Un de ces exemples est la bande Pokagon des Indiens Potawatomi, une nation indienne reconnue par le gouvernement fédéral, dirigée par le chef Potéouatamis Leopold Pokagon. D’autres fois, les traités ont été signés sous la coercition ou juste après que des groupes autochtones ont subi des massacres, comme dans le cas du Traité de Hartford de 1638. Les puissances coloniales cherchaient également à contrôler de nouveaux territoires en s'appropriant l'élite autochtone par la pot-de-vin et l'assimilation.
En Amérique du Nord, les États-Unis et le Canada ont créé des pensionnats, retirant les enfants autochtones de leurs familles pendant des années tout en interdisant l'utilisation de leur langue et de leurs pratiques culturelles autochtones. L'Australie s'est concentrée sur les enfants d'origine ethnique mixte et a retiré les enfants pour les placer dans des pensionnats ou pour les adopter par des familles non autochtones.  Le Canada et les États-Unis ont assimilé les peuples autochtones via des politiques de licenciement des Indiens, dans le cadre de laquelle des incitatifs sont offerts aux peuples autochtones pour qu’ils renoncent à leurs droits en échange d’avantages tels que les droits de citoyenneté. De plus, le Canada a supprimé les droits des Autochtones si une femme autochtone épousait un non-Autochtone, si une personne autochtone obtenait un diplôme universitaire ou s’enrôlait dans l’armée.
La nation Cherokee est l'une des tribus reconnues par le gouvernement fédéral aux États-Unis. Il est maintenant situé en Oklahoma après avoir été retiré de force dans le Piste des Larmes avec d'autres groupes autochtones. Les groupes autochtones d’Amérique du Nord ont été assignés à de petites réserves, généralement sur des territoires éloignés et économiquement marginaux qui ne supportaient pas les cultures, la pêche ou la chasse. Certaines des réserves ont ensuite été démantelées dans le cadre d’un processus d’attribution comme la loi Dawes en Amérique du Nord, mais certains peuples autochtones ont refusé de signer. 

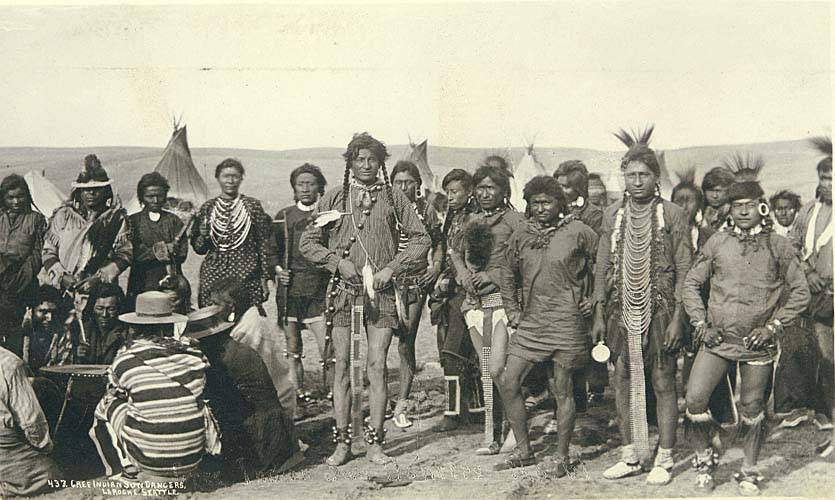
Danseuses du soleil indiennes cries, vers 1893

Un rapport des Nations Unies a déclaré « ... des histoires documentées de résistance, d'interface ou de coopération avec les États... Les peuples autochtones étaient souvent reconnus comme peuples souverains par les États, comme en témoignent les centaines de traités conclus entre les peuples autochtones et les gouvernements des États-Unis, du Canada, de la Nouvelle-Zélande et d'autres".

## Réponse contemporaine

### Stratégies

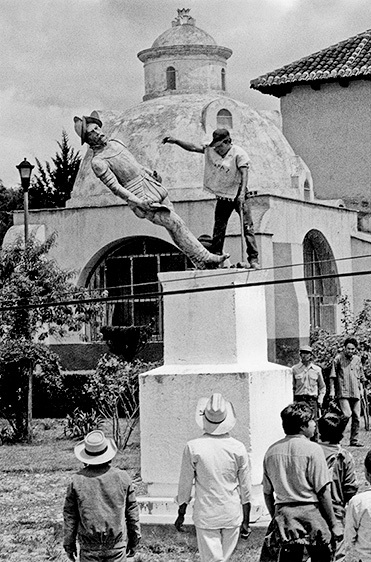
Les manifestants ont renversé une statue de Diego de Mazariegos, un conquistador espagnol. 1992.

Les stratégies autochtones continuent de promouvoir les droits et la liberté des peuples autochtones et cherchent à reconstruire leurs nations et leurs cultures afin de maintenir des groupes nationaux dotés d'identités culturelles distinctes. Les nations autochtones recherchés l’autodétermination et la souveraineté,.
Les stratégies autochtones contemporaines comprennent les négociations, la médiation, l'arbitrage, les déclarations politiques, les blocus, les contestations judiciaires, militantisme, les manifestations et la désobéissance civile. Quelques-uns ont travaillé à la suppression des espaces publics des symboles de l'oppression autochtone, tels que les monuments de Christophe Colomb, John A. Macdonald, Francis Drake et Junípero Serra. De nombreuses résistances ont également été utilisées pour attirer l’attention du public sur les questions autochtones.
Les peuples autochtones commémorent des événements et des processus historiques sur une base annuelle ou périodique. Les exemples incluent le Jour de l'action de grâce et la Journée des peuples autochtones.  Les militants ont également protesté contre ce qu'ils considèrent comme des fêtes coloniales controversées, telles que l'Australia Day,, et jour de Christophe Colomb et sa célébration du quintenaire,,.
Erich Steinman a compilé un recueil des processus et des réponses de résistance des Amérindiens qui, selon lui, ne sont pas bien étudiés par la sociologie américaine.
En Nouvelle-Zélande et en Équateur, les peuples autochtones ont formé des partis politiques, respectivement Parti māori et Pachakutik. La Bolivie a eu un président indigène, Evo Morales.
Les nations et les peuples autochtones ont réussi à survivre malgré des attaques soutenues à long terme contre leur survie en tant que nations et cultures autochtones ou en tant que membres d’un groupe autochtone.   Hall soutient que les peuples autochtones remettent en question l’idée selon laquelle l’ État est la forme fondamentale de l’organisation politique. Il soutient que la lutte autochtone pour l’autodétermination fait aujourd’hui partie d’un cycle de plusieurs siècles de résistance au colonialisme.

### Opinions sur le colonialisme en cours
Elaine Coburn et l'historien Lorenzo Veracini affirment que le colonialisme est présent dans les États coloniaux contemporains, notamment au Canada, en Nouvelle-Zélande, en Australie et aux États-Unis,. Michael Grewcock a soutenu qu'en Australie, il existe des peuples autochtones « qui résistent encore à la colonisation d'un pays qui n'a jamais été cédé ».
L'anthropologue amérindienne Audra Simpson soutient que le projet colonial est en cours, comme dans le cas des Mohawks de Kahnawake, un territoire autonome de la nation Mohawk à l'intérieur des frontières du Canada.
Pablo G. Casanova a déclaré qu'au Mexique il y avait une pratique de colonialisme interne,. Selon le sociologue Aníbal Quijano, la Bolivie et le Mexique ont connu une décolonisation limitée grâce à un processus révolutionnaire. Au Mexique, le cas de l’ Armée zapatiste de libération nationale (EZLN) dénote une résistance dans de nombreux domaines, notamment en termes d’éducation, territorial, épistémologique, politique et économique. L’EZLN est considéré comme la continuation de la lutte contre plus de 500 ans d’oppression des peuples autochtones.
Selon Ken Coates, les démocraties libérales n'aiment pas être interpellées sur des violations internes des droits de l'homme « alors que ces mêmes gouvernements critiquent souvent d'autres nations pour leurs violations des droits de l'homme et des droits civils ». En outre, les pays post-indépendance tels que la Malaisie et l’Indonésie ont méprisé les droits autochtones autant que les empires coloniaux. 

### Conteurs autochtones
La narration orale est importante pour la culture autochtone, mais elle a été sous-représentée. Roxanne Dunbar-Ortiz a déclaré que lorsque Howard Zinn a écrit son livre d'histoire des États-Unis, il n'a pas inclus l'histoire des peuples autochtones, il a donc dit qu'elle pourrait écrire ce qui deviendrait un tel livre : Une histoire des peuples autochtones de la États-Unis,. Rigoberta Menchú a publié un essai sur sa vie et ses expériences personnelles directement liées au génocide guatémaltèque et a remporté le prix Nobel de la paix.

### Commissions vérité
Il existe des commissions de vérité qui ont enquêté et rendu compte des atrocités autochtones. Certains d'entre eux comprennent la Commission pour l´éclaircissement historique du Guatemala, la Commission vérité et réconciliation du Canada et la Commission vérité et réconciliation de Norvège.

### Musées autochtones
En Amérique latine, il n’existe que quelques musées dont le thème central est celui de la colonisation et de l’histoire des peuples autochtones.
Les peuples autochtones et d’autres ont protesté contre les expositions des musées.  Des exemples notables de musées autochtones sont le Museu de L´Indien (Rio de Janeiro, Brésil), Musée royal de l'Afrique centrale (Bruxelles, Belgique),  Musée du Quai Branly (Paris, France), Musée national d'anthropologie (Mexico), Tropenmuseum, Musée des tropiques (Amsterdam, Pays-Bas), Museo Nacional de Antropología et Museo de América (Madrid, Espagne), American Indian Genocide Museum (Houston, États-Unis), George Gustav Heye Center (New York, États-Unis) et National Museum of the American Indian (Washington, DC, États-Unis).
De nombreux petits musées coloniaux européens ont fermé leurs portes après la fin de la colonisation européenne. Selon Pascal Blanchard, le climat politique en France n'a pas permis l'émergence d'un musée sur le colonialisme français. À Bristol, en Angleterre, le seul musée consacré au colonialisme, le British Empire and Commonwealth Museum, a été fermé après seulement 6 ans d'activité,.
En Amérique du Nord, le Musée américain d'histoire naturelle de New York, Musée Field de Chicago, Musée Peabody dárchéologie et d´ethnologie de l'Université Harvard et le Cleveland Museum of Art ont commencé à fermer les expositions sur des thèmes autochtones afin de se conformer aux réglementations fédérales qui exigent le consentement tribal et le rapatriement des restes humains,.

### Médias télévisés autochtones
Il existe un certain nombre d'organismes de radiodiffusion autochtones de pays qui diffusent des thèmes autochtones, notamment APTN, First Nations Experience, NITV, NRK Sami et Māori Television.

### Langues autochtones
Certains mouvements, comme le mouvement pour la souveraineté hawaïenne, ont cherché à promouvoir l'utilisation des langues autochtones dans les programmes éducatifs. Ces dernières années, on a assisté à un renouveau de l'usage de la langue maorie en Nouvelle-Zélande, où elle est langue officielle et enseignée dans 350 écoles,. Les nouvelles technologies rendent l’accès aux programmes éducatifs en langues accessibles au grand public. En outre, il existe des exemples d'écoles autochtones qui s'éloignent des programmes d'études eurocentriques tout en tenant compte des perspectives d'avenir des diplômés au sein d'un État à majorité non autochtone. Au Paraguay, le guarani est la langue officielle et est parlé par 6,5 millions de personnes dans la région. Le quechua et l'aymara sont les langues officielles du Pérou et de la Bolivie et sont parlés respectivement par 8 et 2,5 millions de personnes. Le nationalisme a favorisé l’utilisation des langues locales dans la majeure partie de l’Eurasie, mais dans le reste du monde, les langues européennes restent dominantes dans les médias, l’éducation et Internet.

### Culture autochtone
Aujourd'hui, les peuples autochtones peuvent réagir aux processus culturels de diverses manières, notamment l'acculturation, la transculturation, l'assimilation et la perte culturelle, tandis que certains restent séparés de la culture dominante ou marginalisés de tout groupe, y compris le leur. En Amérique hispanique, les peuples autochtones ont adopté la religion, les institutions, la langue et la littérature espagnoles, ainsi que les animaux domestiques et les cultures non endémiques,.
Certains chercheurs et peuples autochtones soutiennent que renommer des entités géographiques devrait faire partie d’un processus de récupération des cultures autochtones,.

### La loi internationale
Dans le domaine du droit international, le Groupe de travail sur les populations autochtones a participé directement à l'élaboration de la Déclaration des Nations Unies sur les droits des peuples autochtones et a travaillé à l'élaboration de la Convention 169 de l'Organisation internationale du travail relative aux peuples indigènes et tribaux de 1989. L'universitaire autochtone Jeff Corntassel a déclaré que l'article 46 de la Déclaration des Nations Unies sur les droits des peuples autochtones pourrait porter atteinte à certains droits autochtones : « ... la restauration de leurs relations et pratiques culturelles basées sur la terre et sur l'eau est souvent présentée comme une menace à l'intégrité territoriale du pays. (s) dans lesquels ils résident, et donc une menace pour la souveraineté de l'État".
Pendant des décennies, les peuples autochtones ont exigé que l’Église catholique abandonne les théories de la doctrine de la découverte qui justifiaient la saisie des terres autochtones et soutenaient une base juridique.

## Voir également
- American Indian Movement
- Déni des génocides des peuples autochtones
- Décolonisation
- Génocide des peuples autochtones
- Convention 169 de l'Organisation internationale du travail relative aux peuples indigènes et tribaux